# Station Rynkowo
Station Rynkowo is een spoorwegstation in de Poolse plaats Bydgoszcz.